# Sarucallis kahawaluokalani
Sarucallis kahawaluokalani är en insektsart. Sarucallis kahawaluokalani ingår i släktet Sarucallis och familjen långrörsbladlöss. Inga underarter finns listade i Catalogue of Life.